# Castillo de Cheles

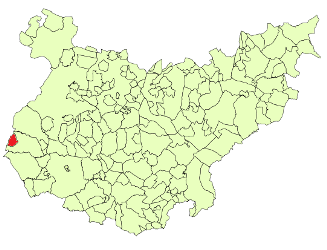
Ubicación de Cheles.

El Castillo de Cheles fue una edificación defensiva y sus orígenes se remontan al siglo XV. Se encuentra al norte de la localidad de Cheles, municipio español situado a 51 km de Badajoz, capital de la provincia del mismo nombre, en la Comunidad Autónoma de Extremadura, haciendo frontera con Portugal. Estaba situado al norte de Cheles, en un altozano junto al río Guadiana. En ese mismo cerro están las ruinas de la ermita del «despoblado de San Blas» y el lugar donde se encuentra es el que se llamó Huerta de San Onofre.
El castillo fue construido por Don Diego Manuel a finales del siglo XV pero fue destruido en su totalidad en el año 1643 durante la guerra entre España y Portugal ya que, por su condición de fortificación fronteriza, sufrió los mayores embates del ejército portugués.